# إلكترون نيوترينو
إلكترون نيوترينو (
ν
e) هو لبتون وجسيم أولي دون ذري ولا يملك أي شحنة كهربائية ويشكل مع الإلكترون الجيل الأول من اللبتونات ومن هنا اشتق اسمه الكترون نيوترينو. كان أول من افترض وجوده العالم فولفغانغ باولي في سنة 1930 ليأخذ في الاعتبار كمية الزخم والطاقة المفقودة في اضمحلال بيتا، تم اكتشافه في سنة 1956 بواسطة فريق بحث بقيادة فريدريك راينس وكلايد كوان.
اعتبر الإلكترون نيوترينو ككل الجسيمات بأن لديه جسيم مضاد (
ν
e), والذي يختلف عنه في بعض الخصائص بأن له نفس الكميات لكن باشارة معاكسة.

## الفرضية
توقعت الدراسات النظرية في بدايات القرن 20 بأن الإلكترونات يجب أن تنبعث عند مستويات طاقية معينة، لكن بين جيمس تشادويك في سنة 1914 بأن الالكترونات بدلاً من ذلك كانت تنبعث بطيف مستمر، أي أن الإلكترونات من تحلل بيتا كانت تنبعث بطاقات مختلفة وليست بطاقة محددة بعينها.

n0
 → 
p+
 + 
e−
الفهم الاولي لاضمحلال بيتا
في عام 1930، شرحت نظرية فولفغانغ باولي بأن لا بد من وجود جسيم أولي ينبعث مرافقا للإلكترون ويحمل الفرق الملحوظ في الطاقة والزخم والزخم الزاوي للإلكترون، حيث تنطبق قوانين انحفاظ الطاقة و الزخم والزخم الزاوي للجسيمات الابتدائية والنهائية على تحلل بيتا.

n0
 → 
p+
 + 
e−
 + 
ν0
e
تم اكتشاف نيوترينو الإلكترون معمليا في سنة 1956 بواسطة فريق بحث تحت أشراف فريدريك راينس وكلايد كوان.

## نيوترينو إلكتروني مضاد
مثلما جميع الجسيمات الأولية يوجد لنيوترينو الإلكترون نيوترينو إلكترون مضاد Electron antineutrino ، يختلف عن نيوترينو الإلكترون في بعض خواصه وهي أنها بنفس القيم ولكن بإشارة عكسية.
ينتج من تحلل بيتا جسيم بيتا (وهو الإلكترون) ويصاحبه انطلاق «نيوترينو إلكترون مضاد» (
ν
e) . كما يوجد نوع من تحلل بيتا ينطلق منه بوزيترون ( أي إلكترون موجب الشحنة الكهربائية) وفي هذا التحلل ينطلق نيوترينو إلكترون مصاحبا للبوزيترون. فرق الطاقة التي تنتج من التحلل يحملها كلا الجسيمين: البوزيترون ونيوترينو الإلكترون، ويرمز له بالرمز (
ν
e) .